# レダクトン
レダクトン(Reductone)は、有機化合物の分類の一つである。エンジオール基に隣り合ってカルボニル基が存在するエンジオールである。エンジオール構造は、隣接するカルボニル基の互変異性による共鳴のために安定化している。従って、化学平衡により、ケト形よりもエンジオール形が主にできる。
レダクトンは還元剤であり、そのため効率的な抗酸化物質としての効果を持つ。いくつかはかなり強い酸である。例としては、グルシン酸、レダクチン酸、アスコルビン酸等がある。
| レダクトン類の例 | レダクトン類の例 | レダクトン類の例           |
| ---------------- | ---------------- | -------------------------- |
|                  |                  |                            |
| グルシン酸       | レダクチン酸     | アスコルビン酸 (ビタミンC) |